# Argyractis pervenustalis
Argyractis pervenustalis là một loài bướm đêm trong họ Crambidae.